# Keylor Navas
Keilor Antonio Navas Gamboa (Pérez Zeledón, San José, 15 de diciembre de 1986) es un futbolista costarricense que juega como portero en el C. Universidad Nacional de la Primera División de México. Es el guardameta con más participaciones con la selección de Costa Rica.
Comenzó su carrera en el equipo ADEFIP Pedregoso de Pérez Zeledón, club de la quinta división e integrante de la Federación Costarricense de Fútbol, luego continuó su carrera profesional en el Deportivo Saprissa, donde consiguió cinco títulos costarricenses de manera consecutiva, además del Campeonato de verano 2010. Con el equipo saprissista se destaca la histórica participación en el Mundial de Clubes de 2005, en el cual obtuvo el tercer lugar de la competición. Anteriormente, se coronó campeón de la Copa de Campeones de la Concacaf de ese mismo año. A la edad de 23 años, se marchó a España para jugar con el Albacete Balompié en la temporada 2010-11 de la Segunda División. Sin embargo, su conjunto descendió y fue cedido a préstamo al Levante Unión Deportiva. En su primera temporada solamente sumó un partido de Liga, si bien la temporada 2013-14, tras la salida de Gustavo Munúa, se hizo con la titularidad. Con esto, fue galardonado con el premio al Mejor Guardameta de la Liga. premio otorgado por LaLiga en dicho año basado en el porcentaje de paradas. 
En 2014 fue fichado por el Real Madrid por su brillante actuación en el Mundial de Brasil con la selección costarricense, en combinación con lo realizado en la temporada pasada. Al inicio de su periodo como jugador merengue, conquistó la Supercopa de Europa 2014 y en diciembre el Mundial de Clubes. En la temporada 2015-16 llegó al punto más alto de su carrera tras colocarse como el segundo mejor guardameta con más tiempo de imbatibilidad de la Liga de Campeones de la UEFA, con 738 minutos, superando el 8 de marzo de 2016 la marca de 657 minutos del neerlandés Edwin van der Sar.
Internacional absoluto con Costa Rica desde el 12 de octubre de 2008, su mejor actuación se dio en la cita mundialista de Brasil 2014 donde su selección avanzó por primera vez a cuartos de final. El guardameta fue postulado al mejor portero del mundial –el Guante de Oro de la FIFA– por sus 21 paradas en cinco partidos. Además, Navas fue el mejor portero de la Copa de Oro de la Concacaf 2009.

## Trayectoria

### Deportivo Saprissa
Navas debutó en Primera División con el Deportivo Saprissa en 2005, jugando antes en las divisiones menores de ese club. Antes de esto jugó en las divisiones menores de la Asociación Deportiva Escuela de Fútbol Integral de Pedregoso (ADEFIP); una escuela de fútbol que se ubica en Pérez Zeledón, su lugar natal. Con Saprissa ganó seis campeonatos nacionales y una Copa de Campeones de la Concacaf. También integró la planilla saprissista que jugó en el Campeonato Mundial de Clubes de la FIFA 2005, aunque no vio acción.

### Albacete Balompié
En el verano de 2010, Navas se marchó al fútbol europeo fichando por el Albacete Balompié de la Segunda División de España, club que llevaba intentando su incorporación desde la temporada anterior. Llegó al 'Alba' con un contrato de tres años, exactamente 20 años después de su compatriota Luis Gabelo Conejo, quien ocupó la misma posición.
Jugó en 36 partidos de los 42 en su primera temporada, pero su equipo sufrió el descenso de categoría. Por una cláusula pactada en su contrato, el costarricense no podía jugar en una categoría inferior a Segunda División por lo que el club manchego se vio obligado a buscarle una salida en forma de cesión a la espera de ascender la siguiente temporada.

### Levante U. D.
En la temporada 2011/12, jugó a préstamo con el Levante de la Primera División de la liga española. En esa campaña con el club granota jugó habitualmente los partidos de Copa del Rey, ya que el titular en liga fue el uruguayo Gustavo Munúa; destacando además su magnífica actuación con la selección nacional de Costa Rica en el encuentro amistoso que jugó contra España. Además, jugó un encuentro de liga, el que cerró la temporada con un triunfo 3-0 ante el Athletic Club, en el que el Levante confirmó su clasificación europea por primera vez en su historia. Durante el periodo de traspasos, el Levante consiguió ficharle por tres temporadas, un traspaso que aunque debió haber sido mucho más costoso, según informaron el diario Marca y Transfermarkt, el club solo pagó 150.000 €, dada la precaria situación del Albacete Balompié, que no logró ascender de categoría. 

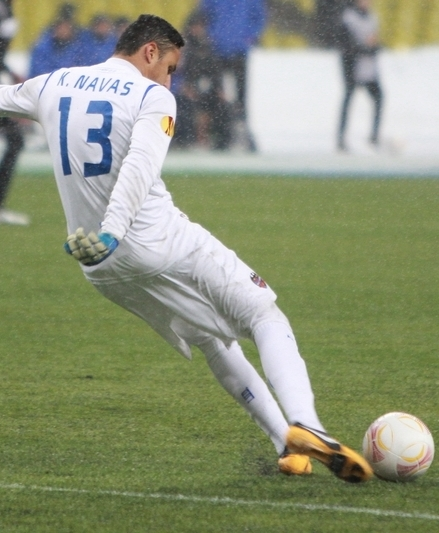
Keylor Navas en el 2013

Tras la salida de Gustavo Munúa, fue el portero titular del Levante en la temporada 2013-14, y estuvo nominado como mejor portero de la liga junto a Thibaut Courtois del Atlético de Madrid y Willy Caballero del Málaga, y finalmente ganó el premio. En marzo de 2014, la Liga le otorgó el premio al mejor jugador del mes, convirtiéndose en el primer portero en ganar el galardón. Su temporada fue sobresaliente, con actuaciones memorables, que salvaron un año más al Levante U. D. de descender.

### Real Madrid

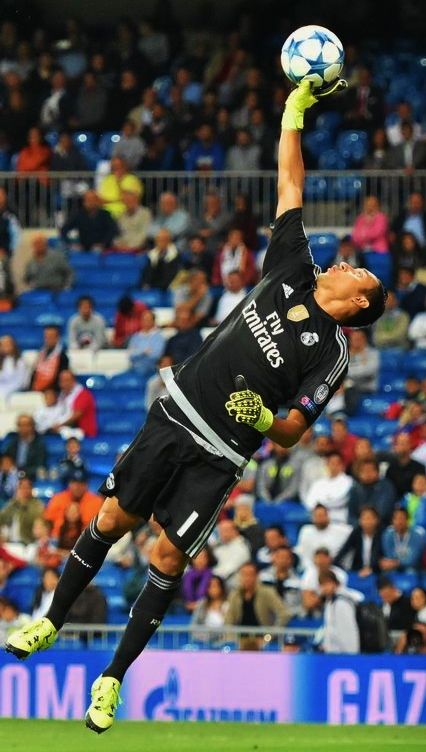
Navas jugando para el Real Madrid en 2015.

El 3 de agosto de 2014, el Real Madrid confirmó el fichaje del guardameta por un pago de unos 10 millones de euros, según lo estipulaba su cláusula de rescisión, quedando vinculado al club durante las siguientes seis temporadas. Debutó con el club el 16 de agosto de 2014 en un partido amistoso contra la Fiorentina. Su debut en partido oficial, se produjo el 23 de septiembre, en la cuarta jornada de liga ante el Elche en el Estadio Santiago Bernabéu (5-1). Con la llegada de Rafael Benítez, se convirtió oficialmente en el portero titular del Real Madrid. Con Benítez debutó oficial en liga contra el Real Betis el 29 de agosto, en un partido que quedó 5-0, a favor del Real Madrid, atajando un penal en el segundo tiempo. El 31 de agosto de 2015 se intentó hacer un intercambio de porteros con el Manchester United, ya que el presidente del Real Madrid, Florentino Pérez, quería al portero del club inglés, David de Gea, traspasando a su vez a Navas al United. Sin embargo, no se pudo hacer porque los británicos no enviaron los documentos necesarios a tiempo a la Liga Española, quedándose finalmente Navas en el Real Madrid. A raíz de esto, Keylor no desaprovechó la oportunidad y mostró un excelente rendimiento en los primeros encuentros de la temporada, sobre todo en el partido contra el Atlético de Madrid, en el que le detuvo un penalti a Antoine Griezmann e hizo una gran actuación al final del encuentro a pesar del empate 1-1. En el clásico cayó 0-4 ante el Fútbol Club Barcelona con un diezmado Real Madrid y siguió con una racha regular con 8 goles en 10 partidos, en el partido en Mestalla contra el Valencia quedó 2-2 gracias a una gran atajada que salvó al Real Madrid en el minuto 92'. Es el segundo portero con más minutos sin recibir goles en la historia de la Liga de Campeones de la UEFA (738 minutos), solo siendo superado por Jens Lehmann. El 28 de mayo de 2016, siendo el portero titular, ganó con el Real Madrid la Liga de Campeones de la UEFA, al derrotar al Atlético de Madrid en la tanda de penaltis (5-3), convirtiéndose en el primer costarricense en ganar este trofeo en una final de fútbol masculino. También como portero titular conquistó la siguiente edición de la Liga de Campeones, lo que supuso su segundo título en la máxima competición continental a nivel de clubes, y por primera vez la Primera División de España. Al siguiente año de nuevo repitió, por tercera vez consecutiva, como ganador de la decimotercera Liga de Campeones de la UEFA del Real Madrid, disputada en Kiev el 26 de mayo de 2018, siendo además, declarado por la UEFA como el mejor portero de la competición.

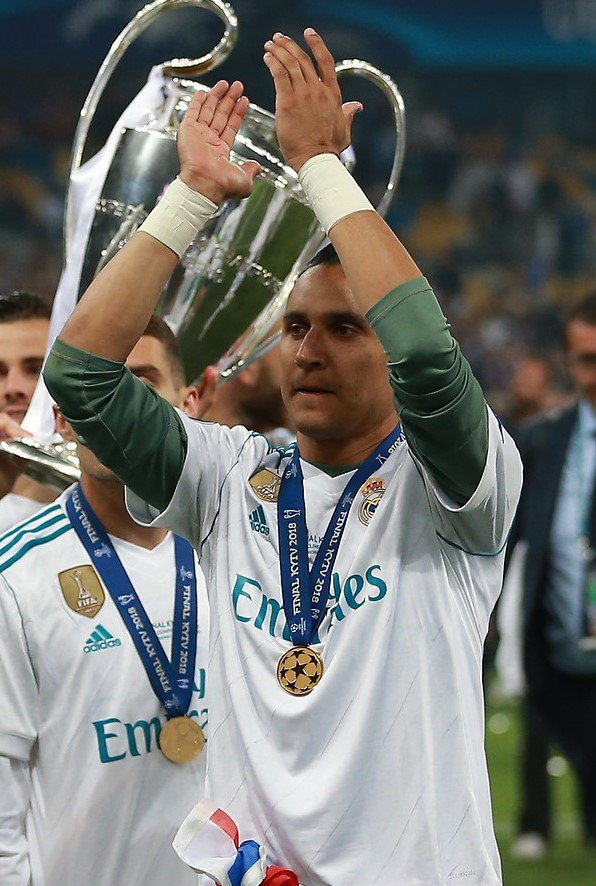
Keylor Navas, parte de los históricos guardametas en conseguir tres Liga de Campeones de la UEFA consecutivas

En el mercado de verano de 2018, el club merengue cierra el fichaje del guardameta belga Thibaut Courtois, provocando que el costarricense pierda regularidad en el primer equipo. Finalmente, Courtois se consolida en el primer equipo, relegándole al banquillo, si bien esa misma temporada se convierte en el portero extranjero que más partidos ha jugado con la elástica madridista. Al finalizar dicha temporada, el entrenador le comunica que no cuenta con sus servicios, y aun así, decide continuar y luchar por un puesto en el equipo.

### Paris Saint-Germain
El 2 de septiembre de 2019 fue traspasado al Paris Saint-Germain hasta el año 2023. Jugó 21 encuentros de la Ligue 1 en su primer año en Francia, de los cuales mantuvo el arco en cero en 17 encuentros. En abril de 2020 se dio por concluida la Ligue 1 2019-20, consagrando campeón al PSG; Navas obtuvo su primer trofeo en el país galo.
En 2020, tuvo participación en la Copa de Francia, teniendo oportunidades desde los cuartos de final hasta la fase final, teniéndose que enfrentar al Saint-Étienne obteniendo la victoria en el marcador 1-0, siendo este para Keylor su segundo título con el club francés.
En su primera temporada, tuvo participación en la Copa de la Liga de Francia, disputando en semifinales contra Stade de Reims, Keylor mantuvo el marcador en cero y con los goles de Marquiños, Tanguy Nianzou y el autogol de Stade de Reims, el PSG ganaba avanzaba con el marcador 0-3. En la final, Navas obtuvo una participación destacada, ambos equipos empataban 0-0 en la parte complementaria, por lo que se tuvo que definir en tanda de penaltis, Keylor detuvo el lanzamiento número 11 del rival, siendo esta acción el que logró obtener el título de la Copa de la Liga de Francia.
Keylor obtuvo participación en la Liga de Campeones de la UEFA ubicados en el grupo A, compitiendo contra su ex equipo, el Real Madrid, destacando su habilidad en la portería, además de los equipos como él: Galatasaray y el Club Brujas. Keylor sufrió una lesión del músculo flexor de la pierna, por lo que el guardameta Sergio Rico se encargó en la fase de semifinales contra el RasenBallsport Leipzig, el Paris Saint Germain clasificaba con el marcador 3-0, logrando clasificar por primera vez a la final de la Liga de Campeones de la UEFA. El 23 de agosto de 2020, Keylor Navas se enfrentaba al Bayern de Múnich en la final, al minuto 45, Keylor realizó una intervención, al minuto 58 fue anotado por Kingsley Coman y con varias llegadas de parte del Paris Saint Germain, pero con poco éxito, Keylor se dejaba el segundo lugar de la Liga de Campeones de la UEFA.
En la temporada 2020-21, Keylor tuvo participación de 29 partidos recibiendo 18 anotaciones, quedando en el 2° puesto de la tabla general de la Ligue 1.
El 17 de marzo, en la Copa de Francia en cuartos de final, se enfrentaba ante Lille Olympique, Navas fue titular en el triunfo 3-0. En semifinales se enfrentaba al Montpellier y con el marcador 2-2, se debía definir en tanda de penales, Navas no detuvo ningún balón, pero un tiro fallado de parte de Montpellier fue el que daba la victoria al Paris Saint Germain en clasificar a la final de la Copa de Francia. En la final se enfrentaba al A. S. Mónaco, Navas fue titular en la victoria 2-0 para el Paris Saint Germain, obteniendo el título de la Copa de Francia.
Disputó la Supercopa de Francia, contra el Olympique de Marsella, recibiendo una anotación al minuto 89, pero, aun así, con el marcador a favor 2-1, logrando obtener el título de la Supercopa de Francia.
En la temporada 2021-22, Navas disputó en la Ligue 1 21 partidos recibiendo 18 anotaciones, logrando obtener el título de la Ligue 1.
Disputó la Supercopa de Francia contra el Lille Olympique, Navas recibió lo que fue el único gol del encuentro de parte de Lille Olympique siendo el autor del gol Xeka al minuto 45, finalizado el partido, el París Saint Germain perdía con el marcador 1-0, sin poder obtener el trofeo de la Supercopa de Francia.
En la temporada 2022-23, el cuadro parisino disputaba la Supercopa de Francia contra el F. C. Nantes, Navas fue suplente en el partido, finalizado el encuentro con los goles de Lionel Messi, el doblete de Neymar y el gol del español Sergio Ramos, el París Saint Germain junto a Navas, obtenía el título de la Supercopa de Francia.

### Nottingham Forest F. C.
El 31 de enero de 2023 se oficializó su fichaje al Nottingham Forest F. C., por un préstamo de seis meses, convirtiéndose en el séptimo futbolista costarricense en jugar la Premier League de Inglaterra. El 5 de febrero debutó con el cuadro inglés contra el Leeds United F. C. y en sus primeros 45 minutos del primer tiempo, Navas realizó cuatro intervenciones, lográndose destacar en el encuentro, el partido finalizó con la victoria 1-0, convirtiéndose en el MVP por parte de la afición del Nottingham Forest. Al día siguiente, Navas fue escogido en el once ideal de la jornada veintidós de la Premier League.
El 20 de julio de 2023, se disputó la jornada treinta y siete, contra el Arsenal F. C. en condición de local, a falta de un partido de finalizar la competición, Keylor mantuvo la valla en cero, debido a una lesión, se retiró al minuto 90+9, cerrando por la victoria 1-0. La misión de Keylor a la llegada al cuadro inglés fue salvar la categoría en la Premier League, en la cual logró con un rendimiento destacado de 51 atajadas.

### Paris Saint-Germain
Keylor regresó al equipo parisino después de ser cedido al Nottingham Forest F. C., para la temporada 2023-24, el director técnico español Luis Enrique confirmó que Navas estaría en el banco de suplencia en la temporada 2023-24, mientras hubo rumores de una posible salida para diferentes equipos, finalmente Keylor se mantuvo con un rol de suplente en el cuadro francés.
Después de una larga lesión de la zona lumbar desde el 29 de octubre de 2023, Navas regresó a las convocatorias del equipo en la fecha del 3 de enero de 2024, en la cual se disputó la Supercopa de Francia, relegado al banco de suplencia, el Paris Saint-Germain derrotó al Toulouse F. C. por el marcador 2-0, obteniendo su noveno título con el cuadro parisino. El 7 de enero, Navas regresó a la titularidad en la Copa de Francia, después de varios meses de inactividad, se enfrentó al U. S. Revel por la eliminatoria sesenta y cuatro, el encuentro finalizó con una victoria abultada de 0-9.
El 28 de abril de 2024, Navas se coronó campeón de la Ligue 1 al quedar matemáticamente en la primera posición de la tabla de posiciones de la liga francesa. El 11 de mayo, anunció su salida del cuadro parisino a falta de varias fechas de la finalización de la temporada. El 25 de mayo, Navas sumó su décimo y último título con el PSG por medio de la Copa de Francia, tras haberse obtenido la victoria contra el Olympique de Lyon por el marcador 1-2.

### Newell's Old Boys
El 21 de enero de 2025, se oficializó su fichaje al Newell's Old Boys por un contrato de dos años. Dos días después arribo al país y firmó con la Lepra. El 2 de febrero, debutó contra el C
A. Aldosivi con dos intervenciones, mantienendo la valla invicta en su primera victoria del club rojinegro del campeonato por el marcador 1-0. La etapa de Navas en el Newell's Old Boys finalizó disputando 16 partidos, recibió solo 11 goles y mantuvo su portería en cero durante ocho ocasiones.

### C. Universidad Nacional
El 21 de julio de 2025, Newell's Old Boys oficializó el fichaje al C. Universidad Nacional de la Liga MX por un coste de 2 millones de dólares. El 24 de julio, Navas fue presentado oficialmente por el club C. Universidad Nacional con un contrato de hasta junio de 2026. El 25 de julio, debutó contra el Querétaro F. C., Navas mantuvo la portería en cero y el partido finalizó por la victoria 0-2.

## Selección nacional

### Categorías inferiores
Fue convocado para el Mundial Sub-17 de 2003 con sede en Finlandia, Navas no tuvo participación en el mundial, por lo que estuvo en el banco de suplencia, siendo el portero titular Daniel Cambronero, Costa Rica fue vencida ante Colombia en cuartos de final con el marcador 2-0, eliminándolos del Mundial Sub-17 de 2003.

### Selección absoluta

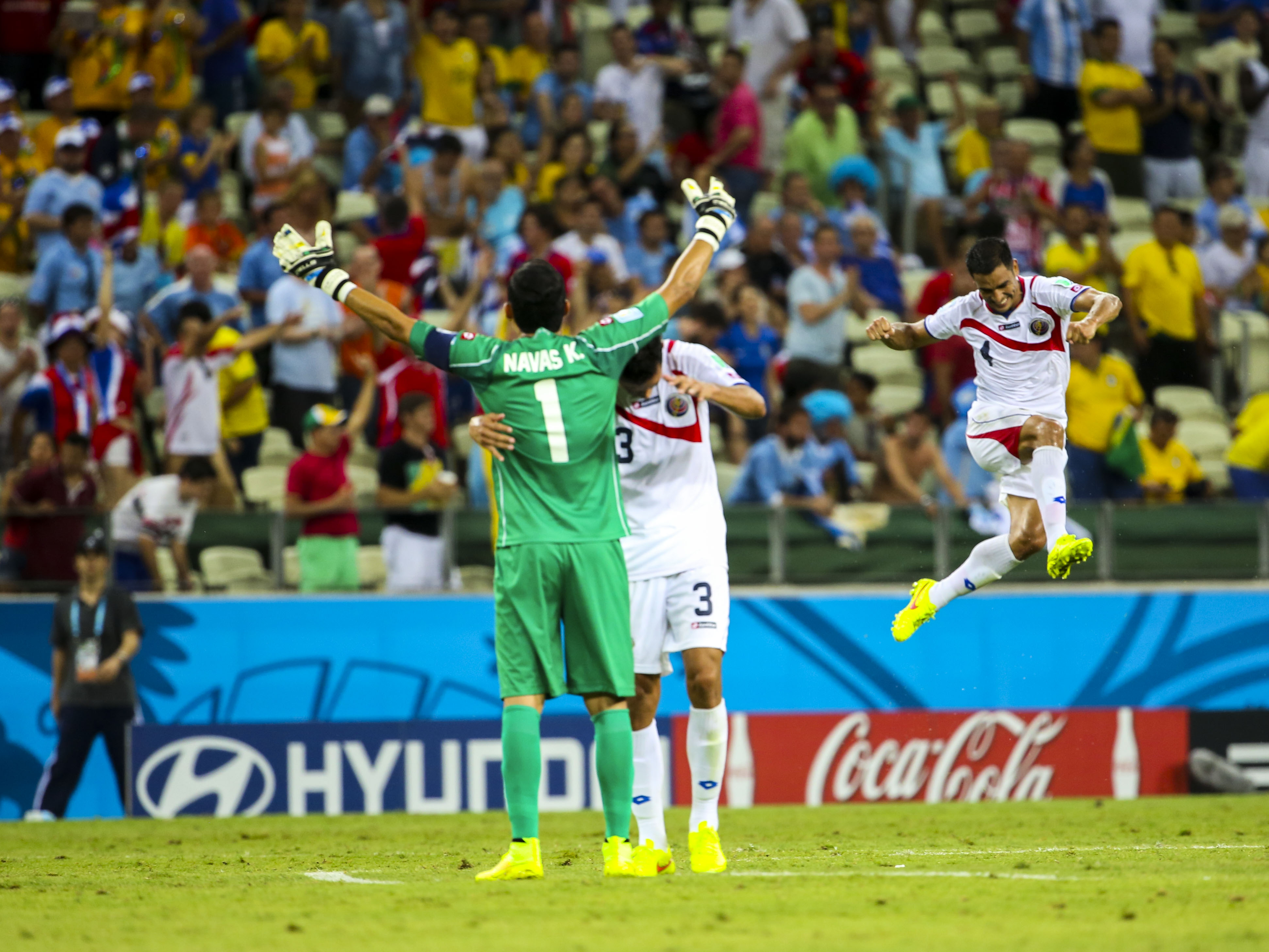
Keylor Navas y Giancarlo González celebran la victoria de Costa Rica sobre Uruguay en la Copa Mundial de la FIFA 2014.

Con el equipo mayor fue convocado por primera vez en 2006 para la disputa de un torneo amistoso en Suiza aunque su debut no llegó hasta el 12 de octubre de 2008 en el partido Surinam vs. Costa Rica, el partido, que era para la clasificación para el Mundial de 2010, terminó 1-4. Con la selección tuvo un papel destacado en la Copa de Oro de la Concacaf 2009, torneo en el que fue nombrado mejor guardameta. En la actualidad, se ha consolidado como titular de la tricolor costarricense.
El 12 de mayo de 2014 el entrenador de la selección costarricense, Jorge Luis Pinto, incluyó al portero en la convocatoria preliminar con miras a la Copa Mundial de Fútbol de 2014. Finalmente, Navas fue incluido en la nómina definitiva de 23 jugadores el 30 de mayo.
Navas tuvo una ejemplar actuación en la Copa Mundial de Brasil del 2014 al sólo recibir dos goles en cinco partidos, siendo el portero menos vencido del mundial. Tuvo grandes actuaciones ante los equipos de Uruguay, Italia, Inglaterra, Grecia y Países Bajos. En sus actuaciones fue designado en 3 de 5 partidos como el mejor jugador. Además, sus 21 atajadas en la Copa le valieron ser postulado para el Guante de Oro de la FIFA, premio al mejor portero, junto al argentino Sergio Romero y al alemán Manuel Neuer, quien resultó ganador.

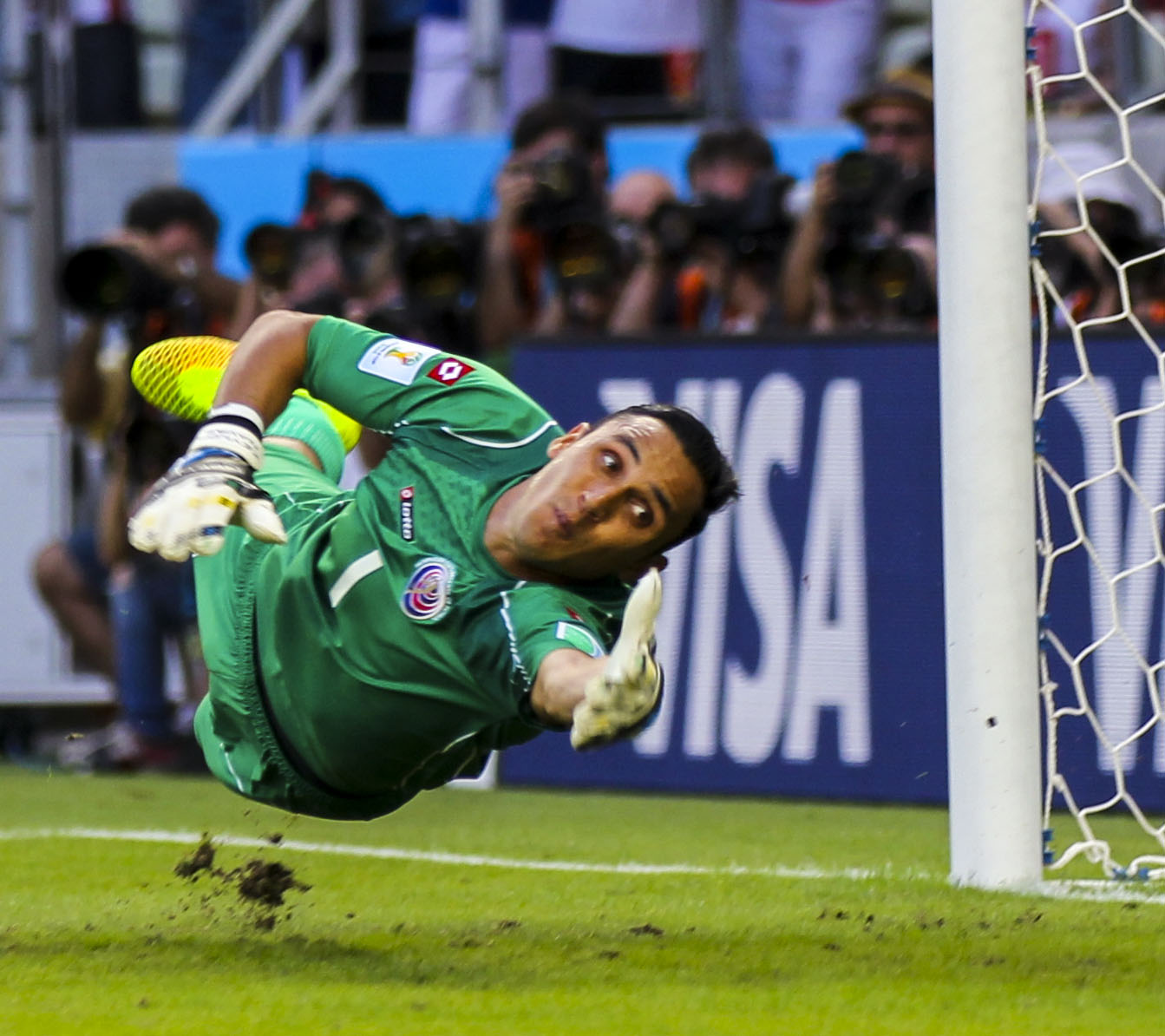
Navas en la Copa Mundial 2014

El 14 de mayo de 2018, se anunció en conferencia de prensa del entrenador Óscar Ramírez, el llamado de los veintitrés futbolistas que harían frente al Mundial de Rusia, lista en la cual Navas quedó dentro del selecto grupo.

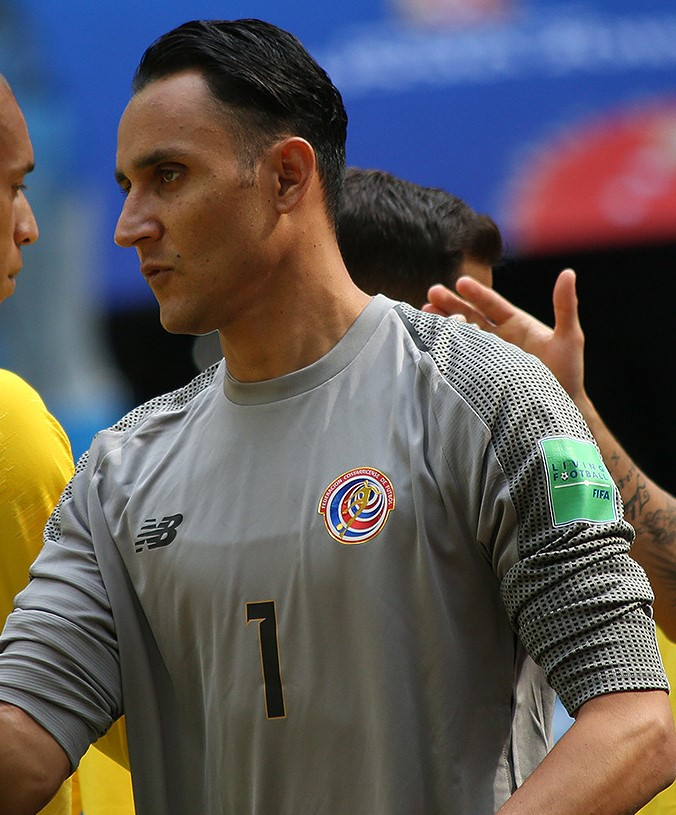
Keylor Navas en la Copa Mundial de 2018 contra Brasil

El 17 de junio debutó en la Copa Mundial 2018 contra la selección de Serbia, recibiendo una anotación en la derrota 0-1. En su segundo duelo se enfrentó ante el país sudamericano de Brasil, con el que no pudo detener las últimas anotaciones a los minutos 90+1 y 90+7, siendo la derrota 2-0. En su tercer encuentro se enfrentó ante la selección de Suiza, siendo el empate en el marcador 2-2, Navas se despedía de la cita mundialista en la cuarta posición con 1 punto.
Debutó en la Clasificación de Concacaf para la Copa Mundial de Fútbol de 2022 contra Panamá el 2 de septiembre de 2021, y sin recibir anotaciones el combinado patrio finalizó con empate 0-0. En los demás partidos, contra las selecciones de México, Honduras, Jamaica, Estados Unidos, Canadá y El Salvador, Navas tuvo participaciones protagónicas, en donde mantuvo en la portería sin recibir la menor cantidad de anotaciones, participando en la octagonal con 13 partidos, recibiendo 6 anotaciones. El combinado patrio se ubicó en la cuarta posición de la octagonal con 25 puntos, con derecho a un repechaje. El 14 de junio de 2022 fue el repechaje ante Nueva Zelanda, en donde mantuvo la portería en cero, y con un temprano gol de Joel Campbell al minuto 3, la selección costarricense obtenía el último boleto a la cita mundialista en Catar 2022.
El 3 de noviembre de 2022, el técnico Luis Fernando Suárez, realizó la conferencia de prensa de los 26 jugadores que viajarían a Catar para el evento de la Copa Mundial de Fútbol de 2022, Navas fue parte de los nombres de la nómina. El 23 de noviembre, debutó en la Copa Mundial de 2022 contra la selección de España, finalizando con derrota 7-0. En su segundo compromiso se enfrentó ante la selección de Japón, sin recibir anotaciones, el combinado patrio lograba obtener la victoria 0-1. En su tercer partido, Navas recibió cuatro anotaciones, siendo la derrota y la despedida de la selección costarricense en el marcador 2-4, sellando su participación en la cita mundialista en la cuarta posición con tres puntos.
El 23 de mayo de 2024, se oficializó su despedida de la selección nacional, tras convertirse en el guardameta histórico de Costa Rica.
El 23 de mayo de 2025, tras conversaciones anteriormente con el técnico mexicano Miguel Herrera, Navas regresó a la selección nacional después de haberse dado como retirado, Navas fue convocado para un partido amistoso en fecha no FIFA contra Cataluña. El 30 de mayo de 2025, se oficializó su convocatoria a las eliminatorias contra Bahamas y Trinidad, además de la competición de la Copa de Oro de la Concacaf 2025, confirmando su regreso a la selección nacional para el proceso mundialista en las eliminatorias de la Copa Mundial 2026.

#### Participaciones internacionales
| Evento                                  | Sede                    | Resultado        | Partidos | Goles |
| --------------------------------------- | ----------------------- | ---------------- | -------- | ----- |
| Copa Uncaf 2009                         | Honduras                | Subcampeón       | 2        | -0    |
| Copa de Oro de la Concacaf 2009         | Estados Unidos          | Cuarto lugar     | 3        | -4    |
| Copa de Oro de la Concacaf 2011         | Estados Unidos          | Cuartos de final | 4        | -6    |
| Liga de Naciones de la Concacaf 2019-20 | Concacaf                | Cuarto lugar     | 2        | -1    |
| Liga de Naciones de la Concacaf 2023-24 | Concacaf                | Cuartos de final | 1        | -1    |
| Copa de Oro de la Concacaf 2025         | Estados Unidos · Canadá | Cuartos de final | 4        | -6    |

#### Participaciones en eliminatorias
| Eliminatoria               | Sede                             | Resultado   | Posición    | Partidos | Goles |
| -------------------------- | -------------------------------- | ----------- | ----------- | -------- | ----- |
| Clasificación Mundial 2010 | Sudáfrica                        | Eliminado   | 4.ª         | 11       | -11   |
| Clasificación Mundial 2014 | Brasil                           | Clasificado | 2.ª         | 14       | -9    |
| Clasificación Mundial 2018 | Rusia                            | Clasificado | 2.ª         | 11       | -7    |
| Clasificación Mundial 2022 | Catar                            | Clasificado | 4.ª         | 14       | -6    |
| Clasificación Mundial 2026 | Estados Unidos · México · Canadá | Por definir | Por definir | 2        | -1    |

#### Participaciones en Copas del Mundo
| Mundial              | Sede   | Resultado        | Partidos | Goles |
| -------------------- | ------ | ---------------- | -------- | ----- |
| Copa Mundial de 2014 | Brasil | Cuartos de final | 5        | -2    |
| Copa Mundial de 2018 | Rusia  | Fase de grupos   | 3        | -5    |
| Copa Mundial de 2022 | Catar  | Fase de grupos   | 3        | -11   |

## Estadísticas

### Clubes
Actualizado al último partido jugado el 16 de agosto de 2025.
| Deportivo Saprissa · Costa Rica    | 1.ª           | 2005-06       | 2   | -3   | —  | —   | —  | —   | 2   | -3   |
| Deportivo Saprissa · Costa Rica    | 1.ª           | 2006-07       | 3   | -1   | —  | —   | —  | —   | 3   | -1   |
| Deportivo Saprissa · Costa Rica    | 1.ª           | 2007-08       | 16  | -14  | —  | —   | 7  | -5  | 23  | -19  |
| Deportivo Saprissa · Costa Rica    | 1.ª           | 2008-09       | 27  | -24  | —  | —   | 5  | -7  | 32  | -31  |
| Deportivo Saprissa · Costa Rica    | 1.ª           | 2009-10       | 27  | -20  | —  | —   | 4  | -5  | 31  | -25  |
| Deportivo Saprissa · Costa Rica    | Total club    | Total club    | 75  | -62  | 0  | 0   | 16 | -17 | 91  | -79  |
| Albacete Balompié · España         | 2.ª           | 2010-11       | 36  | -49  | —  | —   | —  | —   | 36  | -49  |
| Albacete Balompié · España         | Total club    | Total club    | 36  | -49  | 0  | 0   | 0  | 0   | 36  | -49  |
| Levante U. D. · España             | 1.ª           | 2011-12       | 1   | -0   | 5  | -9  | —  | —   | 6   | -9   |
| Levante U. D. · España             | 1.ª           | 2012-13       | 9   | -10  | 4  | -5  | 12 | -7  | 25  | -22  |
| Levante U. D. · España             | 1.ª           | 2013-14       | 37  | -39  | 2  | -1  | —  | —   | 39  | -40  |
| Levante U. D. · España             | Total club    | Total club    | 47  | -49  | 11 | -15 | 12 | -7  | 70  | -71  |
| Real Madrid C. F. · España         | 1.ª           | 2014-15       | 6   | -3   | 3  | -5  | 2  | -0  | 11  | -8   |
| Real Madrid C. F. · España         | 1.ª           | 2015-16       | 34  | -28  | —  | —   | 11 | -3  | 45  | -31  |
| Real Madrid C. F. · España         | 1.ª           | 2016-17       | 27  | -31  | —  | —   | 14 | -19 | 41  | -50  |
| Real Madrid C. F. · España         | 1.ª           | 2017-18       | 27  | -31  | 3  | -3  | 14 | -15 | 44  | -49  |
| Real Madrid C. F. · España         | 1.ª           | 2018-19       | 10  | -8   | 7  | -7  | 4  | -6  | 21  | -21  |
| Real Madrid C. F. · España         | Total club    | Total club    | 104 | -101 | 13 | -15 | 45 | -43 | 162 | -159 |
| Paris Saint-Germain Francia        | 1.ª           | 2019-20       | 21  | -18  | 5  | -2  | 9  | -6  | 35  | -26  |
| Paris Saint-Germain Francia        | 1.ª           | 2020-21       | 29  | -18  | 4  | -3  | 12 | -15 | 45  | -36  |
| Paris Saint-Germain Francia        | 1.ª           | 2021-22       | 21  | -18  | 2  | -1  | 3  | -5  | 26  | -24  |
| Paris Saint-Germain Francia        | 1.ª           | 2022-23       | —   | —    | 2  | -1  | —  | —   | 2   | -1   |
| Paris Saint-Germain Francia        | Total club    | Total club    | 71  | -54  | 13 | -7  | 24 | -26 | 108 | -87  |
| Nottingham Forest F. C. Inglaterra | 1.ª           | 2022-23       | 17  | -32  | —  | —   | —  | —   | 17  | -32  |
| Nottingham Forest F. C. Inglaterra | Total club    | Total club    | 17  | -32  | 0  | -0  | 0  | -0  | 17  | -32  |
| Paris Saint-Germain Francia        | 1.ª           | 2023-24       | 4   | -6   | 2  | -1  | —  | —   | 6   | -7   |
| Paris Saint-Germain Francia        | Total club    | Total club    | 4   | -6   | 2  | -1  | 0  | -0  | 6   | -7   |
| Newell's Old Boys Argentina        | 1.ª           | 2025          | 14  | -11  | 2  | -0  | —  | —   | 16  | -11  |
| Newell's Old Boys Argentina        | Total club    | Total club    | 14  | -11  | 2  | -0  | 0  | -0  | 16  | -11  |
| C. Universidad Nacional · México   | 1.ª           | 2025-26       | 3   | -2   | —  | —   | 2  | -1  | 5   | -3   |
| C. Universidad Nacional · México   | Total club    | Total club    | 3   | -2   | 0  | -0  | 2  | -1  | 5   | -3   |
| Total carrera                      | Total carrera | Total carrera | 371 | -366 | 41 | -38 | 99 | -94 | 511 | -498 |
| 1. 2. Fuente:Transfermarkt         |               |               |     |      |    |     |    |     |     |      |

### Selección de Costa Rica
Actualizado al último partido jugado el 29 de junio de 2025.
| Absoluta · Costa Rica                                |    |     |    |     |    |     |    |     |     |      |
| 2008                                                 | 2  | -1  | —  | —   | —  | —   | —  | —   | 2   | -1   |
| 2009                                                 | 9  | -10 | 5  | -4  | —  | —   | —  | —   | 14  | -14  |
| 2010                                                 | —  | —   | —  | —   | —  | —   | 5  | -8  | 5   | -8   |
| 2011                                                 | —  | —   | 4  | -6  | —  | —   | 7  | -11 | 11  | -17  |
| 2012                                                 | 6  | -5  | —  | —   | —  | —   | 4  | -4  | 10  | -9   |
| 2013                                                 | 8  | -4  | —  | —   | —  | —   | —  | —   | 8   | -4   |
| 2014                                                 | —  | —   | —  | —   | 5  | -2  | 5  | -9  | 10  | -11  |
| 2015                                                 | —  | —   | —  | —   | —  | —   | 4  | -3  | 4   | -3   |
| 2016                                                 | 4  | -1  | —  | —   | —  | —   | 1  | -3  | 5   | -4   |
| 2017                                                 | 7  | -6  | —  | —   | —  | —   | —  | —   | 7   | -6   |
| 2018                                                 | —  | —   | —  | —   | 3  | -5  | 7  | -13 | 10  | -18  |
| 2019                                                 | —  | —   | 2  | -1  | —  | —   | 3  | -3  | 5   | -4   |
| 2020                                                 | —  | —   | —  | —   | —  | —   | 2  | -4  | 2   | -2   |
| 2021                                                 | 7  | -5  | —  | —   | —  | —   | —  | —   | 7   | -5   |
| 2022                                                 | 7  | -1  | —  | —   | 3  | -11 | —  | —   | 10  | -12  |
| 2023                                                 | —  | —   | —  | —   | —  | —   | 2  | -5  | 2   | -5   |
| 2024                                                 | —  | —   | 1  | -1  | —  | —   | 1  | -3  | 2   | -4   |
| 2025                                                 | 2  | -1  | 4  | -6  | —  | —   | 0  | -0  | 6   | -7   |
| Total                                                | 52 | -34 | 16 | -18 | 11 | -18 | 41 | -61 | 120 | -134 |
| 1. 2. Fuente:Transfermarkt / National Football Teams |    |     |    |     |    |     |    |     |     |      |

## Palmarés

### Títulos nacionales
| Título                         | Club                | País       | Año  |
| ------------------------------ | ------------------- | ---------- | ---- |
| Primera División de Costa Rica | Deportivo Saprissa  | Costa Rica | 2006 |
| Primera División de Costa Rica | Deportivo Saprissa  | Costa Rica | 2007 |
| Primera División de Costa Rica | Deportivo Saprissa  | Costa Rica | 2007 |
| Primera División de Costa Rica | Deportivo Saprissa  | Costa Rica | 2008 |
| Primera División de Costa Rica | Deportivo Saprissa  | Costa Rica | 2008 |
| Primera División de Costa Rica | Deportivo Saprissa  | Costa Rica | 2010 |
| Primera División de España     | Real Madrid C. F.   | España     | 2017 |
| Supercopa de España            | Real Madrid C. F.   | España     | 2017 |
| Ligue 1                        | Paris Saint-Germain | Francia    | 2020 |
| Copa de Francia                | Paris Saint-Germain | Francia    | 2020 |
| Copa de la Liga de Francia     | Paris Saint-Germain | Francia    | 2020 |
| Supercopa de Francia           | Paris Saint-Germain | Francia    | 2020 |
| Copa de Francia                | Paris Saint-Germain | Francia    | 2021 |
| Ligue 1                        | Paris Saint-Germain | Francia    | 2022 |
| Supercopa de Francia           | Paris Saint-Germain | Francia    | 2022 |
| Supercopa de Francia           | Paris Saint-Germain | Francia    | 2023 |
| Ligue 1                        | Paris Saint-Germain | Francia    | 2024 |
| Copa de Francia                | Paris Saint-Germain | Francia    | 2024 |

### Títulos internacionales
| Título                            | Club               | Sede             | Año  |
| --------------------------------- | ------------------ | ---------------- | ---- |
| Liga de Campeones de la Concacaf  | Deportivo Saprissa | Ciudad de México | 2005 |
| Supercopa de Europa               | Real Madrid C. F.  | Cardiff          | 2014 |
| Copa Mundial de Clubes de la FIFA | Real Madrid C. F.  | Marruecos        | 2014 |
| Liga de Campeones de la UEFA      | Real Madrid C. F.  | Milán            | 2016 |
| Supercopa de Europa               | Real Madrid C. F.  | Trondheim        | 2016 |
| Copa Mundial de Clubes de la FIFA | Real Madrid C. F.  | Yokohama         | 2016 |
| Liga de Campeones de la UEFA      | Real Madrid C. F.  | Cardiff          | 2017 |
| Supercopa de Europa               | Real Madrid C. F.  | Skopie           | 2017 |
| Copa Mundial de Clubes de la FIFA | Real Madrid C. F.  | Abu Dabi         | 2017 |
| Liga de Campeones de la UEFA      | Real Madrid C. F.  | Kiev             | 2018 |
| Copa Mundial de Clubes de la FIFA | Real Madrid C. F.  | Abu Dabi         | 2018 |

### Distinciones individuales
| Distinción                                                                                         | Año                    |
| -------------------------------------------------------------------------------------------------- | ---------------------- |
| Mejor guardameta de la Copa UNCAF                                                                  | 2009                   |
| Mejor guardameta de la Copa de Oro                                                                 | 2009                   |
| Once ideal de la Copa de Oro                                                                       | 2009                   |
| Premios Unafut Mejor portero del campeonato                                                        | 2010                   |
| Mejor portero de La Liga                                                                           | 2014                   |
| Jugador del Año de la Concacaf                                                                     | 2014, 2016, 2017       |
| MVP del partido contra Inglaterra en la Copa Mundial de 2014                                       | 2014                   |
| MVP del partido contra Grecia en la Copa Mundial de 2014                                           | 2014                   |
| Tercer mejor portero del mundo según la IFFHS                                                      | 2014, 2017             |
| Nominado al FIFA/FIFPro World XI                                                                   | 2015, 2016, 2017, 2018 |
| Equipo del Año de la ESM                                                                           | 2016                   |
| Trofeo EFE                                                                                         | 2016                   |
| Incluido en el once ideal de la Liga de Campeones de la UEFA                                       | 2018                   |
| Portero del año de la Liga de Campeones de la UEFA                                                 | 2018                   |
| Trofeo Comunidad Iberoamericana 2017                                                               | 2019                   |
| Quinto mejor portero de la década según la IFFHS del 2011-2020                                     | 2020                   |
| Mejor portero de la Ligue 1 2020-21                                                                | 2021                   |
| Once ideal histórico de Costa Rica según la IFFHS                                                  | 2021                   |
| Incluido en el once ideal de las jornadas 4,11,13,14 de las Eliminatorias Catar 2022               | 2022                   |
| Incluido en el mejor once ideal de la Ronda final de la Eliminatoria Catar 2022                    | 2022                   |
| Mejor guardameta de la Concacaf, y puesto 21 a nivel mundial de la década 1978-2022 según la IFFHS | 2023                   |

## Récords
- Máximo guardameta en tener más participaciones con la selección de Costa Rica. Récord costarricense absoluto

- Futbolista costarricense con más partidos en la Liga de Campeones de la UEFA (63 partidos).[133]

- Primer futbolista costarricense en ganar la Ligue 1 de Francia.[134]

- Primer futbolista costarricense en conseguir tres veces de manera consecutiva la Liga de Campeones de la UEFA, de la misma manera es el único guardameta que ha conseguido tener dicha competición bajo el nombre de la Liga de Campeones de la UEFA, como también el único jugador del área de Concacaf y como el primer guardameta en tener más títulos de la competición europea.[135][136]

- Máximo guardameta costarricense en jugar tres mundiales consecutivos como titular en una Copa Mundial de Fútbol, como también con más partidos (11). Récord costarricense absoluto

- Jugador del área de Concacaf con más títulos en Europa (22 títulos).[137] Récord de Concacaf absoluto

- Máximo guardameta nombrado por tres veces consecutivas como el mejor portero de la Concacaf.[138] Récord de Concacaf absoluto

- Máximo guardameta costarricense en haber disputado con más participaciones en eliminatorias rumbo a una Copa Mundial de Fútbol (52 partidos). Récord costarricense absoluto

## Vida privada
Keylor Navas, es una persona de religión católica, por lo que antes de iniciar un partido, debajo de los 2 postes de la portería, suele rezar extendiendo sus manos, este acto lo conocen como el Hombre de fe. Además de tener una película llamada Hombre de fe, en el que relatan la vida de Keylor Navas en sus inicios hasta convertirse en futbolista profesional.
Posee una finca ganadera de caballos llamada: "Ganadería Navas Salas", llevan los apellidos de Keylor y de su esposa Andrea Salas.
Mientras se daba los conflictos de la Invasión rusa a Ucrania en el 2022, Keylor dio refugio a 30 personas ucranianas en su casa en París.
Keylor Navas es también barbero, y esta profesión la ha compartido con sus compañeros de clubes como en el Real Madrid o el París Saint Germain e incluso ha realizado su trabajo como barbero en la selección de Costa Rica.
Tiene un hermano futbolista llamado Eder Navas.
Es máster en Gestión deportiva por Johan Cruyff Institute.